# Хакаби Сандерс, Сара
Са́ра Эли́забет Ха́каби-Са́ндерс (англ. Sarah Elisabeth Huckabee Sanders; род. 13 августа 1982, Хоп, Хемпстед, Арканзас, США) — американский государственный и политический деятель, губернатор Арканзаса с 13 января 2023 года. Пресс-секретарь Белого дома с 21 июля 2017 по 1 июля 2019 года.

## Биография

### Молодые годы и образование
Сара Элизабет Хакаби родилась 13 августа 1982 года в Хопе (штат Арканзас). Она стала младшим ребёнком и единственной дочерью в семье Джанет Маккейн и Майка Хакаби, бывшего губернатора Арканзаса. У неё есть два брата, Джон Марк и Дэвид Хакаби.
Сандерс училась в центральной средней школе Литл-Рок в Литл-Роке (штат Арканзас). Она окончила Баптистский университет Уошито в Аркаделфии, где была избрана президентом студенческого корпуса и принимала активное участие в работе студенческой организации республиканской партии.
Сандерс заинтересовалась политикой ещё ребёнком, в возрасте девяти лет, когда её отец впервые выдвинул свою кандидатуру на пост губернатора Арканзаса в 1992 году. Описывая эту неудачную кампанию, Сара отмечала, что «у него было не очень много персонала, поэтому вся наша семья включилась в работу и очень поддержала моего отца. Я рассылала конверты, я стучала в двери, я расставляла предвыборные таблички». Сам Хакаби рассказывал про детство своей дочери так: «я всегда думаю, что когда большинство детей семи или восьми лет прыгали через скакалку, она сидела за кухонным столом и слушала то, как политические комментаторы анализируют результаты голосований». Хакаби также добавлял, что Сару, как младшего ребёнка, иногда баловали, но при этом вместе с женой он работал над тем, чтобы все их дети понимали что такое труд.

### Карьера

#### Начало
Сандерс вступила в политику, став координатором на местах в кампании переизбрания в 2002 году своего отца в губернаторы Арканзаса. Некоторое время она работала региональным советником по делам Конгресса в министерстве образования, а затем была координатором на местах в кампании переизбрания в 2004 году в Огайо президента Джорджа Буша. В 2008 году она состояла национальным политическим директором президентской кампании своего отца, не считая, что выбору избирателей помешает то, что Хакаби называл гомосексуальность грехом и выступал за карантин для СПИД-пациентов. Также Сандерс была менеджером Джона Бузмена в его сенатской кампании 2010 года, старшим советником Тима Поленти в его президентской кампании 2012 года, советником Тома Коттона в его сенатской кампании 2014 года.
В 2010 году Сандерс вошла в список восходящих звёзд американской политики «40 младше 40», составленный журналом «Time». В 2011 году она поступила на работу к Фрэнку Цамуталесу в его лоббистскую фирму «Tsamoutales Strategies», где заняла пост директора по стратегическим инициативам, а в 2014 году стала вице-президентом компании. В 2015 году Сандерс ушла с этой работы, чтобы открыть собственную фирму. Также она была исполнительным директором отцовской организации «Huck PAC», национального комитета политических действий консервативного течения, направленного на избрание республиканцев во всех 50 штатах. В 2016 году вместе с мужем Сандерс основала в Литл-Роке фирму «Second Street Strategies», занимающуюся политическим консалтингом.
В 2016 году Сандерс стала менеджером президентской кампании своего отца. После того как Хакаби выбыл из гонки по результатам кокуса республиканцев в Айове, Сандерс присоединилась к кампании Дональда Трампа, активно набиравшего себе помощников из бывших сотрудников администрации Буша. 25 февраля Трамп назначил Сандерс своим старшим советником.

#### Работа в администрации Трампа
После победы Трампа на президентских выборах, 19 января 2017 года он назначил Сандерс заместителем пресс-секретаря Белого дома. 5 мая она провела свой первый пресс-брифинг в Белом доме, сменив пресс-секретаря Шона Спайсера, отбывшего в Пентагон для прохождения службы в резерве военно-морского флота США. Сандерс заменяла Спайсера до 12 мая, и как раз на это время пришёлся скандал с увольнением Трампом директора Федерального бюро расследований Джеймса Коми, в связи с чем ей приходилось давать журналистам по этому поводу многочисленные объяснения. Майк Хакаби тогда отмечал, что Сандерс нравится работать со Спайсером и у неё нет никакого желания брать на себя его работу. Однако в прессе вскоре стали появляться сообщения о возможной замене Спайсера на Сандерс. В связи с частым появлением перед журналистами, Сандерс стала объектом для пародий в юмористической телепередаче «Saturday Night Live», где её роль исполнила Эйди Брайант вместе с Мелиссой Маккарти в качестве Шона Спайсера. Майк Хакаби назвал пародию «глупой, сексистской и женоненавистнической», при том, что ранее он говорил, что «одна из величайших почестей жизни это быть спародированным. Это своего рода свидетельство того, что вы стали частью реальной власти».

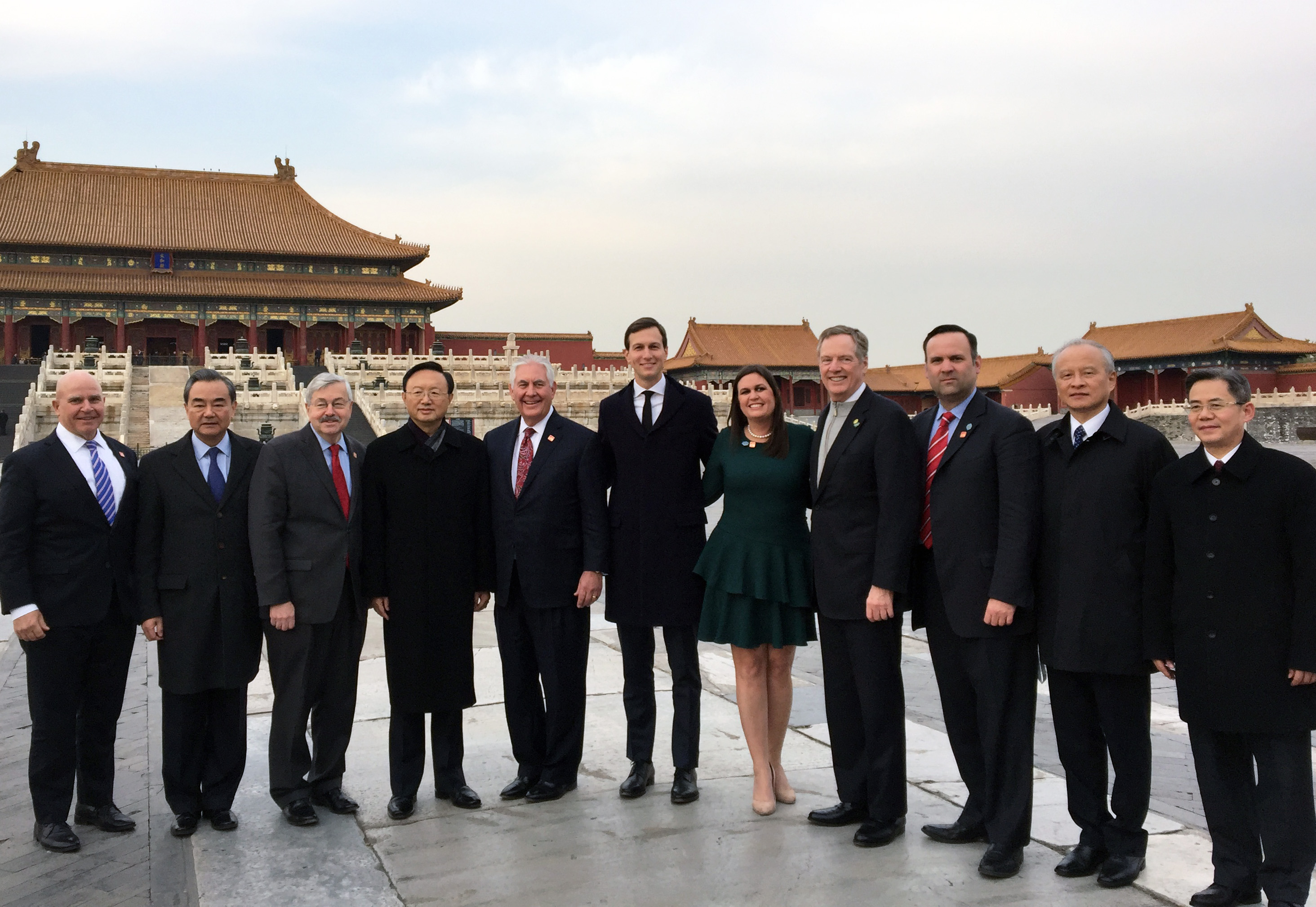
Сара Хакаби Сандерс с Рексом Тиллерсоном, Джаредом Кушнером и Ван И в Пекине, 2017 год

5 июня, после того как директор по коммуникациям Белого дома Майкл Дубке подал в отставку и часть его обязанностей взял на себя Спайсер, Сандерс снова начала проводить за него пресс-брифинги. По данным журналистов, Трамп был недоволен вызывающей критику общественности работой Спайсера, который самостоятельно начал искать себе замену — в числе возможных кандидатов на его пост фигурировало имя Сандерс. 27 июня во время очередного пресс-брифинга Сандерс раскритиковала журналистов и обвинила их в распространении фейковых новостей в отношении Трампа, призвав посмотреть новый видеоролик консервативного журналиста Джеймса О’Кифа, обвинившего CNN в освещении российского вмешательства в американские выборы для «раскрутки рейтингов». Сандерс особо отметила свою невозможность поручиться за точность приведённой им информации, при том что ранее О’Киф неоднократно обвинялся в монтаже и редактировании своих видеопрограмм, а также был судим за попытку проникновения в федеральное здание для слежки за действующим сенатором-демократом Мэри Лэндрю. Тот факт, что Сандерс воспользовалась трибуной Белого дома в рекламных целях, вызвал критику в журналистской среде. 29 июня Сандерс снова заменила Спайсера, хотя он находился в Белом доме. Несмотря на то, что Сандерс не попадала в скандалы как Спайсер, она активно защищала администрацию Трампа от критики журналистов.

#### На посту пресс-секретаря Белого дома

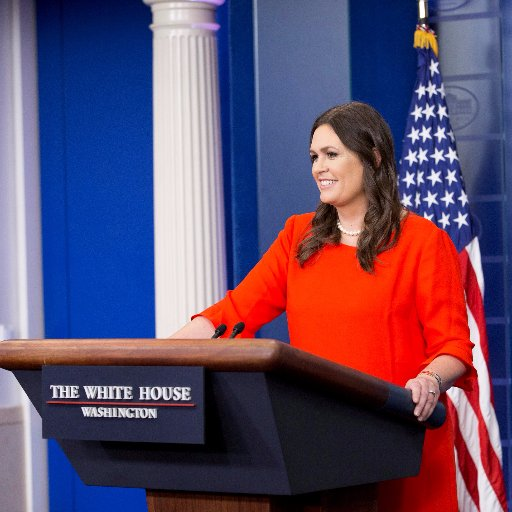
Сара Хакаби Сандерс во время брифинга в Белом доме, 2017 год

21 июля 2017 года Спайсер прямо на пресс-брифинге объявил об уходе в отставку в знак несогласия с тем, что накануне Трамп назначил финансиста Энтони Скарамуччи на пост директора по коммуникациям Белого дома. В интервью Fox News Спайсер сказал, что не жалеет об своём шестимесячном опыте работы в Белом доме, отметив, что своей отставкой он дал администрации Трампа «новое начало». Несколько часов спустя Скарамуччи вместе с Сандерс на пресс-брифинге объявил, что она назначена на должность пресс-секретаря Белого дома вместо Спайсера. Сама Сандерс отметила, что работать в этом здании и быть голосом президента — это «одна из величайших почестей», а также зачитала послание от Трампа, в котором он выразил благодарность Спайсеру за работу. Позднее Спайсер написал на своей странице в Twitter, что уйдёт с поста лишь в августе. Однако, в тот же день Трамп принял его отставку, утвердив назначение Сандерс, заявление о котором было распространено Белым домом в прессе. Она стала третьей женщиной — пресс-секретарём Белого дома в истории США, после Ди Ди Майерс и Даны Перино.
23 июля пресс-секретарь Сандерс в интервью программе «This Week» на канале ABC News касательно внесённого в Конгресс закона о расширении санкций в отношении России заявила, что «администрация поддерживает жесткую позицию в отношении России, особенно в части применения санкций. Изначальный вариант закона был плохо написан, но мы поработали вместе с Палатой представителей и сенатом, администрация довольна этим сотрудничеством и внесенными поправками, и мы поддерживаем законопроект в нынешнем виде». Законопроект был одобрен обеими палатами Конгресса, однако ещё до этого российские власти ввели ограничительные меры в отношении американских дипломатов, после чего Сандерс в специально распространённом печатном сообщении отметила, что президент Трамп «ознакомился с окончательной версией и, поскольку его замечания были учтены, одобряет законопроект и намерен подписать его».

### Губернатор Арканзаса
В ходе выборов 2022 года была избрана губернатором штата Арканзас.

## Личная жизнь
Разговаривает с южным акцентом. Ещё с арканзасских времён дружит с Маком Макларти, бывшим начальником штаба Белого дома при Билле Клинтоне. Невысокого мнения о достижениях президентства Барака Обамы, но хвалит его за то, что он хороший родитель и семьянин.
В 2010 году в Лютеранской церкви Назарета в Крус-Бей на острове Сент-Джон (Виргинские Острова, США) Сара Хакаби вышла замуж за Брайана Четфилда Сандерса, политика-республиканца, консультировавшего её отца во время кампании 2008 года. У них трое детей: девочка и два мальчика — Скарлетт, Хак и Джордж.
10 июня 2017 года на странице Сары Сандерс в Twitter появился «твит», целиком заполненный эмодзи. Журналисты разглядели в сообщении 16 светофоров, 8 карт мира и 4 замка, начав искать в нём тайный смысл по аналогии с загадочным словом «covfefe», двумя неделями ранее опубликованном в Twitter Дональда Трампа. Спустя несколько часов Сандерс в новом твите объяснила, что телефон взял её 3-летний сын Хак и посоветовала другим пользователям на будущее блокировать свои электронные устройства.
22 июня 2018 года Сара Сандерс вместе с семьей ужинала в ресторане «The Red Hen» в Лексингтоне, штат Виргиния. Владелица заведения Стефани Уилкинсон вынудила Сандерс покинуть ресторан, аргументировав это тем, что своими действиями на посту пресс-секретаря Белого дома она поддерживает политику Трампа, в том числе касательно разделения семей мигрантов.